# Nicola Grimaldi (1645–1717)
Nicola Grimaldi (ur. 6 grudnia 1645 w Teano, zm. 25 października 1717 w Rzymie) – włoski kardynał.

## Życiorys
Urodził się 6 grudnia 1645 roku w Teano, jako syn Francesca i Settimii Grimaldich. W młodości został referendarzem Trybunału Obojga Sygnatur i klerykiem Kamery Apostolskiej. 17 maja 1706 roku został kreowany kardynałem diakonem i otrzymał diakonię Santa Maria in Cosmedin. W latach 1706–1709 był legatem w Bolonii. 8 czerwca 1716 roku został podniesiony do rangi kardynała prezbitera i otrzymał kościół tytularny San Matteo in Merulana. Zmarł 25 października 1717 roku w Rzymie.